# Vincenc Jereb
Vincenc Jereb, slovenski podobar, * 1880, Metlika, † 1951, Metlika.

## Življenje in delo
Vincenc Jereb se je podobarstva izučil v delavnici Jerneja Jereba, svojega očeta. Leta 1926 je nasledil delavnico, vendar ni dosegal uspehov svojega očeta, za kar je bil eden od razlogov tudi to, da je bilo naročil malo. Izdeloval je predvsem jaslice in druge manjše nabožne predmete. Živel je samotarsko življenje. 